# Rupela jana
Rupela jana là một loài bướm đêm trong họ Crambidae.